# Metodo OWAS
Il metodo OWAS (Ovako Working posture Analysing System) è stato messo a punto dal Finnish Institute of Occupational Health e dal Association of Finnish Steel and Metal Producers negli anni 1970, è un sistema di analisi delle posture di lavoro sviluppato nell'industria metallurgica finlandese. 
Il metodo OWAS ha l'obiettivo di identificare le posture nelle quali gli sforzi possono risultare pericolosi e di valutare il livello di rischio in funzione dell'effetto combinato delle diverse posture e dei carichi di forza. La procedura consiste nell'osservare i lavoratori in esame a intervalli di 30-60 secondi registrando le posture e gli sforzi su un periodo rappresentativo. I dati vengono poi normalizzati e incrociati per valutare i livelli di rischio e definire la "categorie di azione" ossia gli interventi raccomandati in funzione del livello di rischio presentato dalla combinazione posturale (da nessuna necessità di intervento a necessità di intervento immediato).